# Belleek Pottery

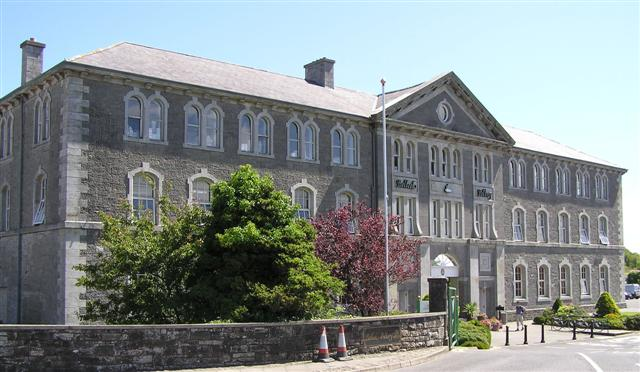
Hauptsitz von Belleek Pottery

Belleek Pottery Ltd ist ein 1884 gegründeter Porzellanhersteller aus der gleichnamigen Stadt Belleek in Nordirland. Die Firma stellt Porzellan her, welches sich durch besondere dünne, leicht irisierende Oberflächen und mit einem hohen Anteil an durch Fritte verstärkten Körpern auszeichnet.

## Geschichte

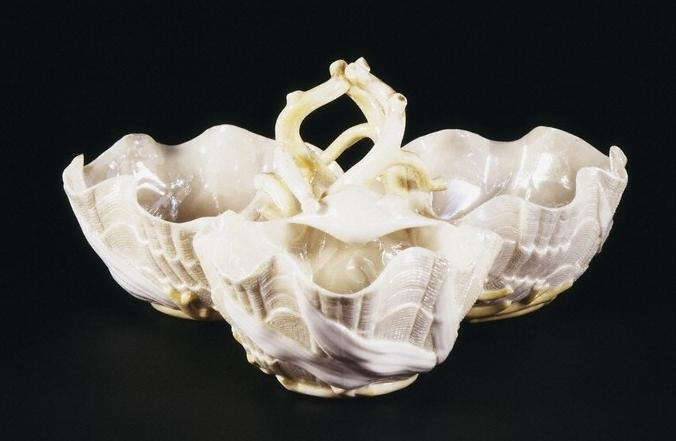
Schale für Dessert (1857–1871, Belleek Porcelain Factory V&A Museum no. 3886-1901)

Bereits um 1849 begann sich in der Gegend eine Töpferei zu entwickeln, nachdem John Caldwell Bloomfield den väterlichen Gutshof geerbt hatte. Auf der Suche nach Beschäftigung für seine Hofangestellten, welche durch die Große Hungersnot sehr betroffen waren, beauftragte er eine geologische Untersuchung seiner Ländereien. Nach der Erkundung von zahlreichen Mineralien, ging Bloomfield eine Partnerschaft mit Robert Williams Armstrong, einem Londoner Architekten, und David McBirney, einem Kaufmann aus Dublin, ein. Durch die Errichtung der Töpferei gelang es Bloomfield den Ort Belleek an das Eisenbahnnetz anschließen zu lassen, so dass er die benötigte Kohle per Bahn geliefert bekommen konnte.
Der Bau der Töpferei begann 1858. Zunächst war die Produktion nur auf den einheimischen Bedarf ausgelegt. Jedoch bereits 1863 wurden erste kleine Stückzahlen von Parian genannten Porzellanfiguren hergestellt, für die Belleek noch heute berühmt ist. Schon 1865 hatte sich das junge Unternehmen einen solchen Ruf erarbeitet, dass bereits Kunden in Übersee, wie auch der Prince of Wales, Königin Victoria und andere Angehörige des Adels beliefert wurden.

## Eigentümerwechsel

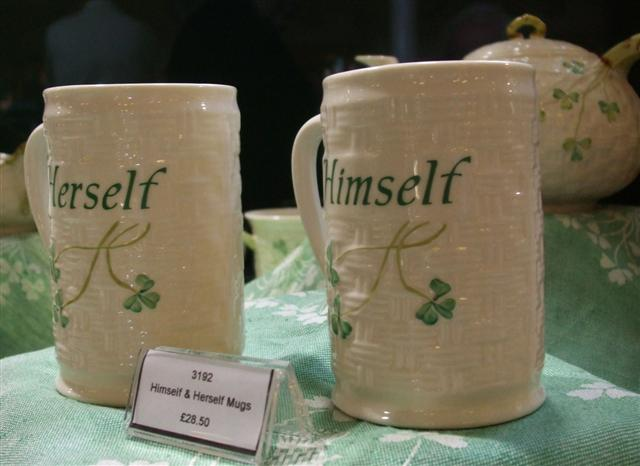
Tassen mit Shamrock-Motiven

Die Unternehmensgründer waren bis zum Jahre 1884 allesamt verstorben und eine Gruppe örtlicher Investoren übernahm das Unternehmen und benannte es in Belleek Pottery Works Company Ltd um. Sie warben als künstlerischen Leiter Frederick Slater 1893 aus England an und etwa ab dem Jahr 1920 wurde hochqualitatives Porzellan zum Hauptgeschäftszweig der Firma. Während der schwierigen Jahre im Ersten und Zweiten Weltkrieg konzentrierte man sich auf die Herstellung von einfacherem Steingut.
Nach dem Zweiten Weltkrieg stellte Belleek Pottery die Steingutproduktion komplett ein. In der Töpferei wurde 1952 von kohlebefeuerten Brennöfen auf Elektroöfen umgestellt. 1983 erhielt das Unternehmen staatliche Wirtschaftshilfen und wurde auf einen Verkauf vorbereitet. Der neue Eigentümer Troughton erwarb das Unternehmen schließlich 1984 in einem Bieterverfahren. Bereits 1988 veräußerte dieser die Firma an die Powerscreen International weiter. Diese eröffnete 1989 das erste Besucherzentrum.

## Heute
Die Eigentumsverhältnisse änderten sich 1990 erneut. Der in Dundalk geborene US-Bürger George G. Moore wurde Alleineigentümer, vor Ort wird die Firma von vier Direktoren geleitet. Das Unternehmen verfügt über mehrere Beteiligungen: Galway Crystal, Aynsley China und Donegal Parian China. Heute werden mehr als 600 Mitarbeiter beschäftigt und ein Umsatz von rund 30 Millionen Britischen Pfund erzielt.